# Parc Arvo Ylppö
Le Parc Arvo Ylppö (finnois : Arvo Ylpön puisto) et le parc de l'écrivain  (finnois : kirjailijan puisto) sont une aire de parcs du quartier de Taka-Töölö à Helsinki en Finlande.

## Présentation
Cet espace vert a été construit lors du développement du quartier de Töölö.
La zone de parcs comprend plusieurs parties. 
Le parc de l'écrivain est nommé en 1956 en mémoire de Mikael Lybeck et de Karl August Tavaststjerna. 
La partie qui part de l'hôpital pour enfants est équipée de bancs et décorée de parterres de fleurs et d'arbustes à fleurs. 
Elle a été nommée en l'honneur d'Arvo Ylppö, un pédiatre finlandais réputé, en 1987 pour son centième anniversaire.
L'autre partie est un terrain de jeu plat et sablonneux entouré d'épaisses haies et d'arbres. En été, le terrain est utilisé pour les sports de balle et en hiver, il se transforme en patinoire.
L'enchainement d'espaces verts s'élève après la rue Topeliuksenkatu jusqu'à la rue Minna Canth. Cette partie des parcs offre une vue sur l’hôpital pour enfants.